# 샐리 에일러스

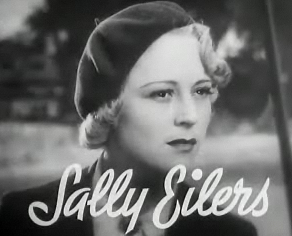

샐리 에일러스(Sally Eilers, 1908년 12월 11일 ~ 1978년 1월 5일)는 미국의 배우, 영화배우이다.
뉴욕에서 태어났으며 우들랜드힐스에서 사망하였다. 사인은 심근 경색이다. 포리스트 론 메모리얼 파크에 매장되었다.

## 영화
- 기이한 환영 (1945년) - 버지니아 카트라이트 역
- 아이 스파이 (1934년)
- 어느 박람회장에서 생긴 일 (1933년)
- 오버 더 힐 (1931년)
- 배드 걸 (1931년)
- 브로드웨이 베이비스 (1929년)
- 쇼 오브 쇼 (1929년)
- 파질 (1928년)
- 페이드 투 러브 (1927년)
- 더 크래들 스내처스 (1927년)